# Horizontalparallaxe
Die Horizontalparallaxe (H.P.) eines Himmelskörpers ist die von dort aus gesehene scheinbare Größe des Erdradius. Das Doppelte dieses Winkels wäre die Parallaxe, um die zwei Beobachter, die sich auf der Erde als Antipoden gegenüber befinden, den Himmelskörper gegen den Fixsternhintergrund verschoben sehen. Für beide Beobachter stünde der Himmelskörper allerdings am Horizont.
Die H.P. sinkt mit dem Kehrwert der Entfernung des Himmelskörpers. Sie beträgt für den Erdmond etwa 1° (0,9° bis 1,03°), für Planeten viel weniger, und wird in astronomischen Jahrbüchern und Ephemeriden angegeben, um angegebene Positionen auf den Beobachtungsstandort umzurechnen bzw. geeignete Beobachtungsstandorte etwa für Sternbedeckungen zu wählen.
Der große Parallaxenwert des Mondes hat den Astronomen der Antike zu einer Vorstellung der kosmischen Distanzen verholfen – denn bereits an den Nord- und Südküsten des Mittelmeeres erscheint der Mond vor dem Sternhimmel deutlich verschoben. Zwischen Nordeuropa und Südafrika macht dies bereits zwei scheinbare Monddurchmesser aus.
Die durchschnittliche H.P. der Sonne, 8,794", war früher der stellvertretende Parameter für Distanzen im Sonnensystem, siehe Sonnenparallaxe. Seit den 1960er-Jahren misst man die Entfernung der Bahnen jedoch nicht mehr mit der Horizontalparallaxe von Planeten oder Asteroiden, sondern über Radar-Laufzeiten zu Venus und Mars, in Verbindung mit Labormessungen der Lichtgeschwindigkeit.
Die H.P. des Mondes oder eines Planeten hängt nicht nur von der Distanz, sondern auch der genauen Erdfigur ab. Da die Erde keine exakte Kugel ist, sondern an den Polen um 0,3 Prozent abgeplattet, tritt die größtmögliche H.P. für Beobachter am Erdäquator auf. Dieser Maximalwert wird Äquatorial-Horizontalparallaxe genannt und hat schon bei den Gradmessungen des 18. Jahrhunderts in einigen wissenschaftlichen Disputen eine Rolle gespielt (siehe Jérôme Lalande, Pariser Akademie, Boscovich und andere).